# Celyphus pellucidus
Celyphus pellucidus är en tvåvingeart som först beskrevs av Frey 1941.  Celyphus pellucidus ingår i släktet Celyphus och familjen Celyphidae.
Artens utbredningsområde är Filippinerna. Inga underarter finns listade i Catalogue of Life.